# Борнејска црнопруга веверица
Борнејска црнопруга веверица (лат. Callosciurus orestes, енгл. Borneo black-banded squirrel) је сисар из реда глодара (Rodentia) и породице веверица (Sciuridae).

## Распрострањење
Врста је присутна на острву Борнео у Малезији и Индонезији.

## Станиште
Станиште врсте су шуме. Врста је присутна на подручју острва Борнео у Индонезији. 

## Угроженост
Ова врста је наведена као последња брига, јер има широко распрострањење и честа је врста.